# St.-Peters-Gasse 3 (Eppingen)

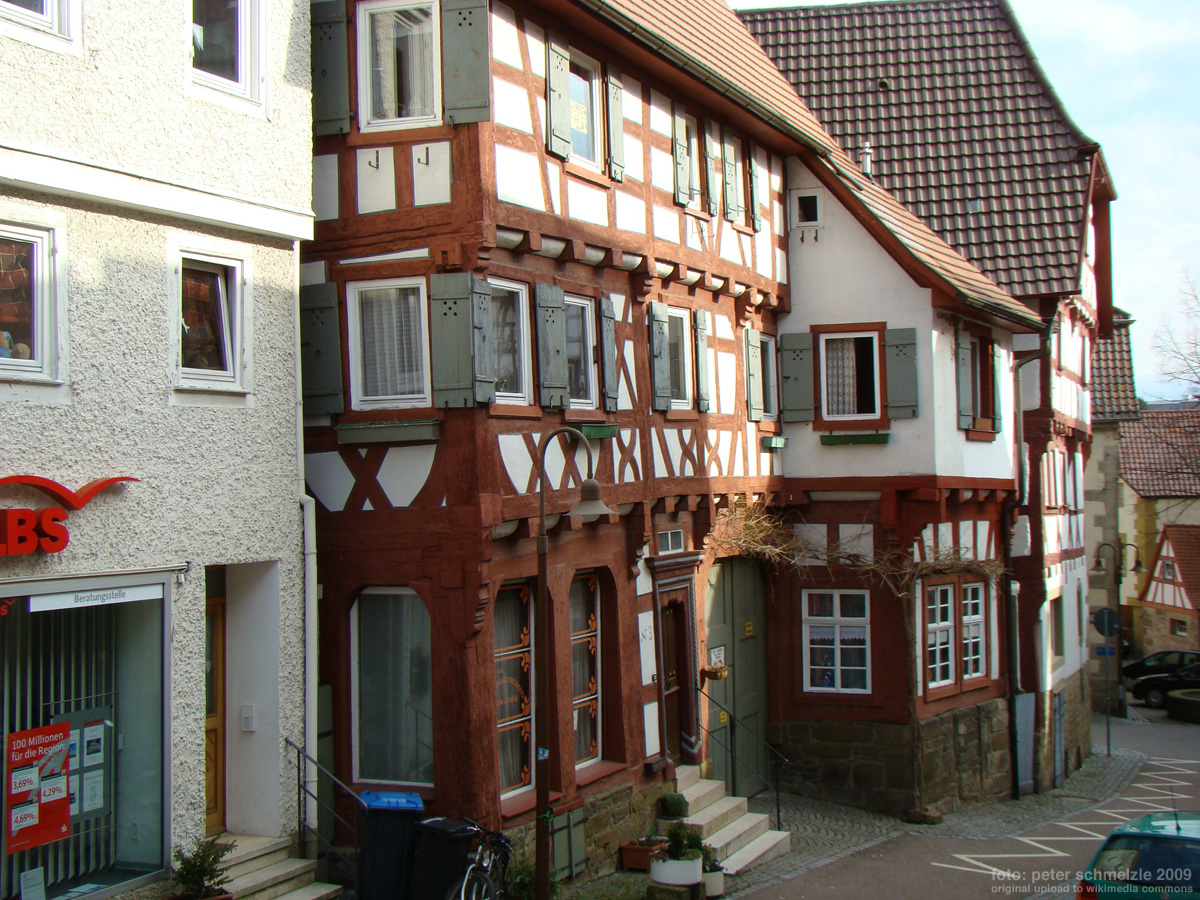
Fachwerkhaus St.-Peters-Gasse 3 in Eppingen

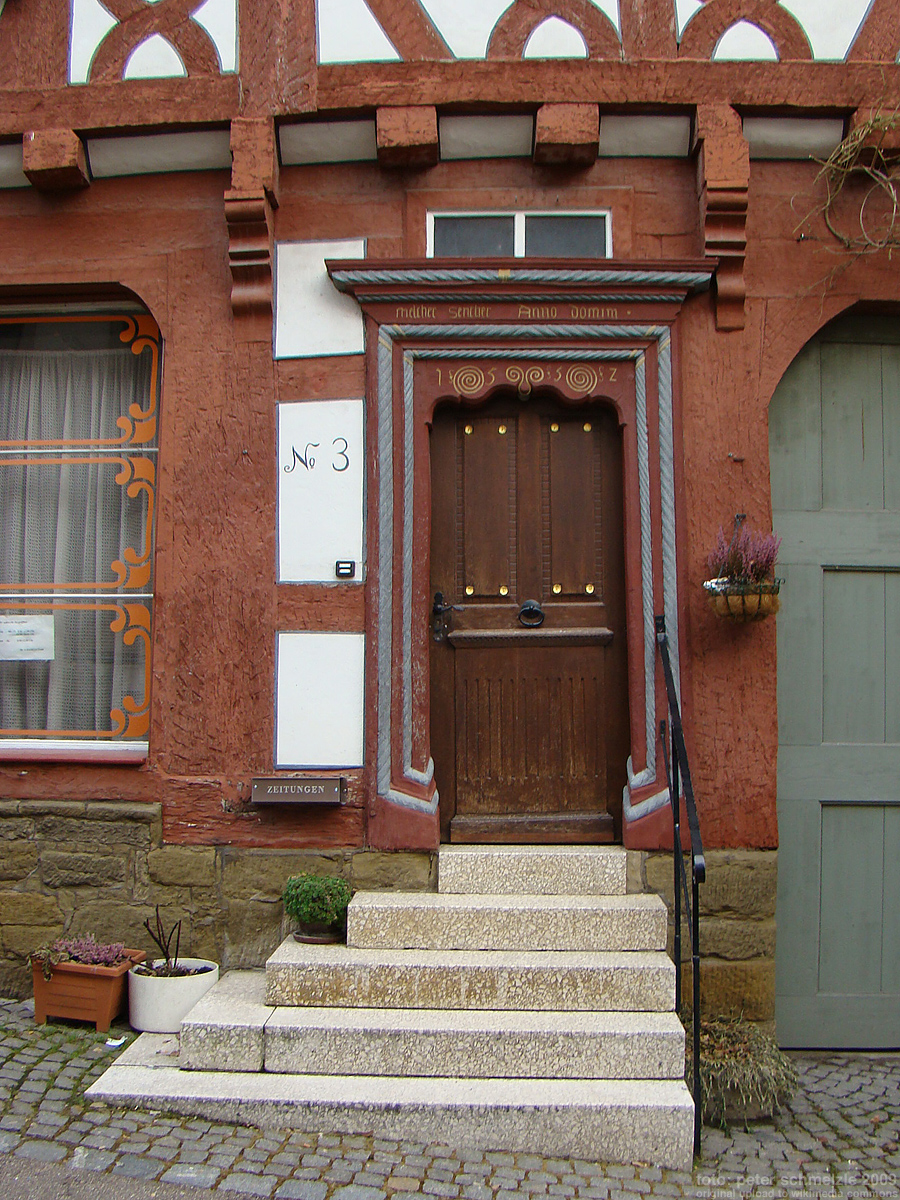
Türfries mit Inschrift

Das Fachwerkhaus in der St.-Peters-Gasse 3 in Eppingen, einer Stadt im Landkreis Heilbronn im nördlichen Baden-Württemberg, wurde Mitte des 16. Jahrhunderts errichtet. Das Gebäude ist als Kulturdenkmal geschützt.

## Beschreibung
Das Haus eines Kaufmanns wurde um 1552 errichtet. Im Türfries befindet sich die Inschrift „Melcher Seuther. Anno Domini …“ und im Sturzbalken die Jahreszahl 1552. Über dem tief liegenden Keller, das Haus steht an einer abschüssigen Straße, erheben sich drei Fachwerkstöcke mit der Traufseite zur Straße hin, wobei die oberen Stockwerke kräftig vorkragen. Das Erdgeschoss, original erhalten, besitzt eine Hofeinfahrt, den Hauseingang (über vier Stufen zu erreichen) und drei Fenster des Ladenlokals. Diese Fenster waren ursprünglich mit sichernden Holzläden versehen, die nachts geschlossen wurden. Die kräftigen Ständer des Erdgeschosses stehen auf dem Steinsockel und tragen das Sturzrähm. Die Eck- und Bundständer der Oberstöcke stehen auf schmalen Bundbalken. Die Verstrebungsfiguren des ersten Stocks bestehen aus dem Halben Mann und geschwungenen bzw. geraden Andreaskreuzen. Das Türgewände des Hauseingangs ist mit Kehlen und gedrehten Wulsten versehen.